# Trilex

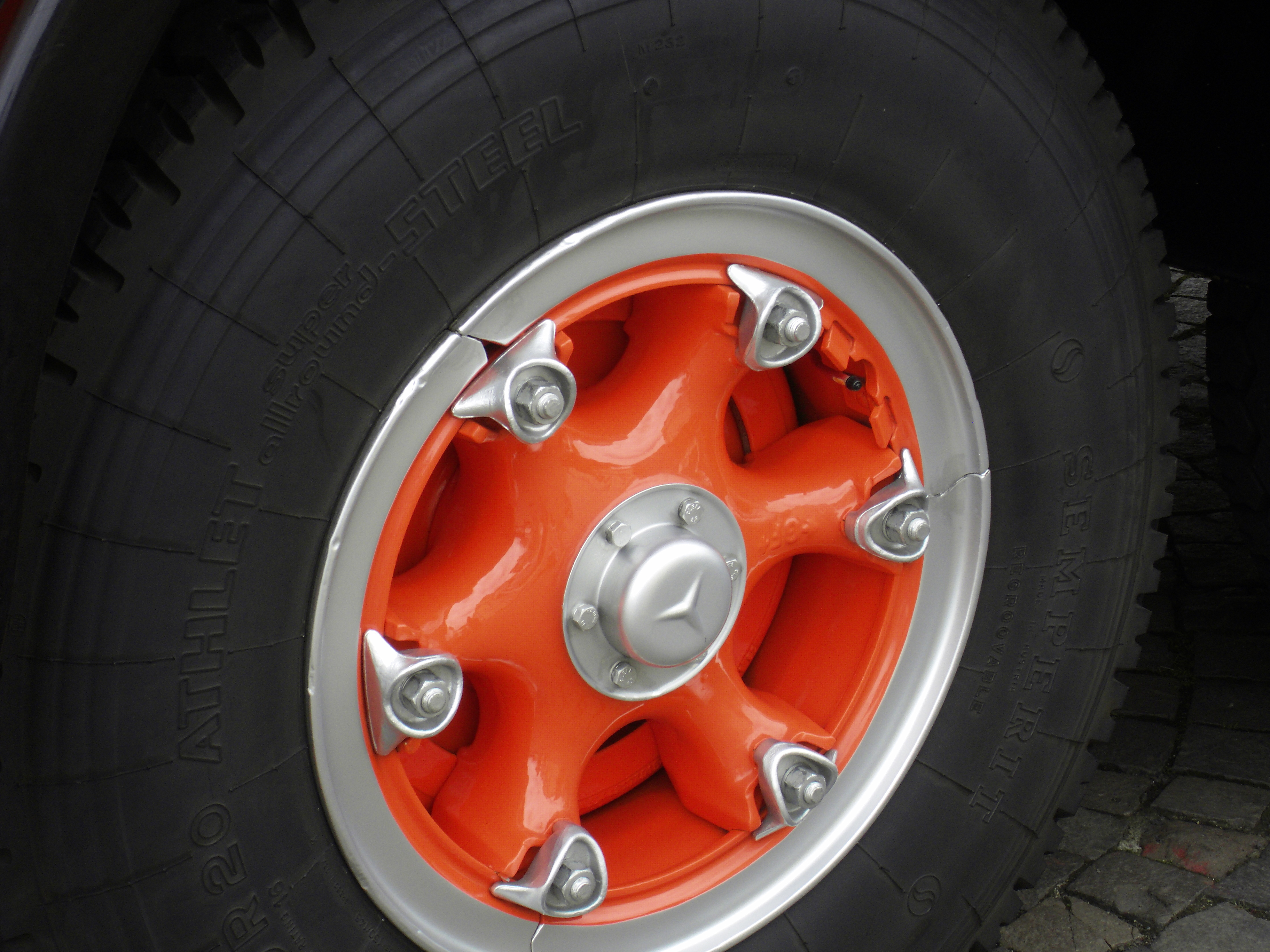
Zřetelné spáry mezi segmenty ráfku

Trilex, německy Trilex Räder, je obchodní značka automobilového kola pro užitková vozidla s velkou hmotností. Konstrukce kola Trilex obsahuje dva vynálezy, jejichž autorem je inženýr Jacob Willem Mijnssen, dlouhodobě pracující ve švýcarském Schaffhausenu.

## Historie vynálezu

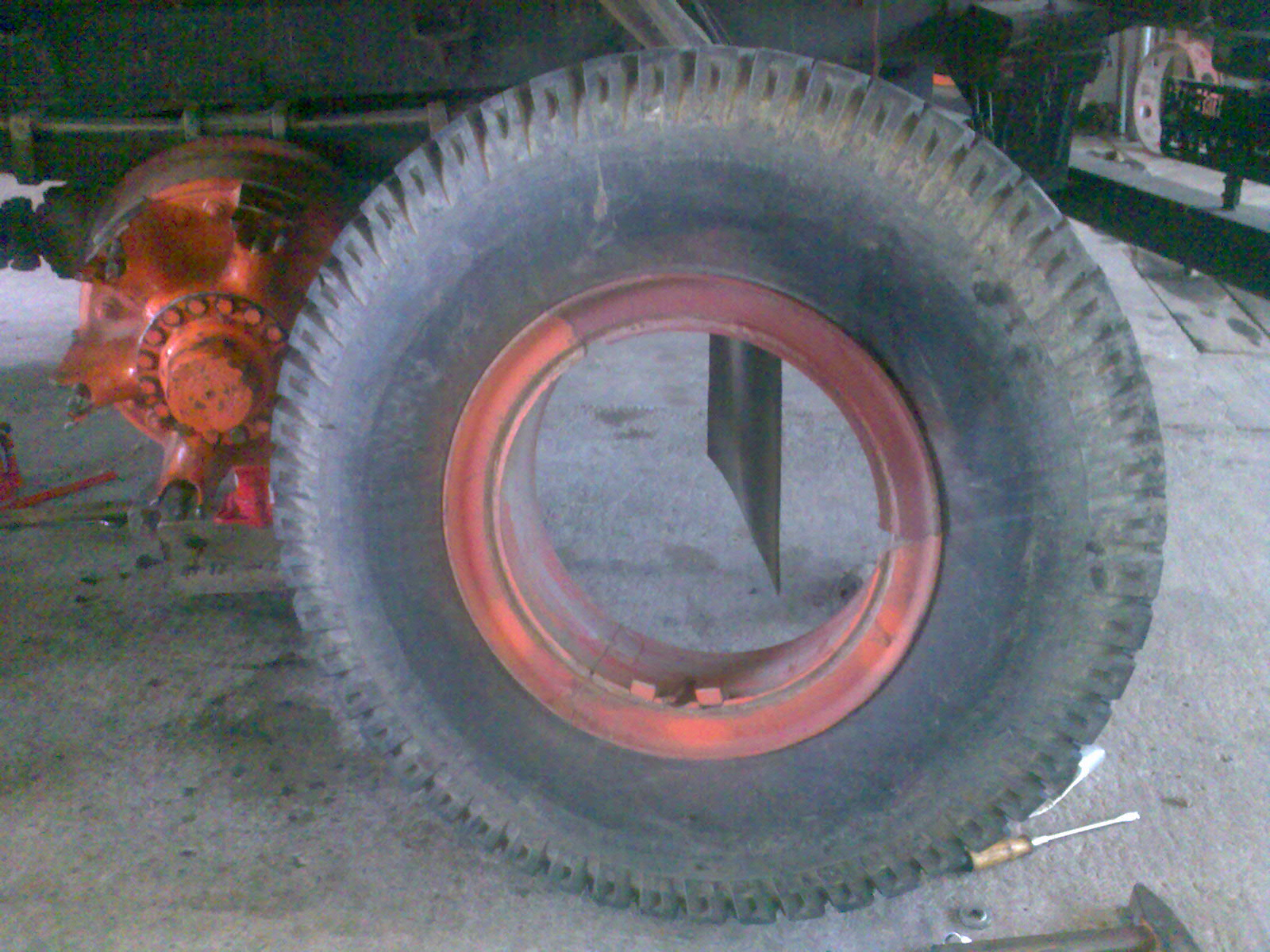
Hvězdice tvoří nábojem jeden díl

Vynález se zrodil ve firmě Georg Fischer Schaffhausen, která už od roku 1802 odlévala litinové díly. Ve firmě se věnovali výzkumu; už v roce 1894 získali patent (CH8276A) na výrobky z litiny. V roce 1897 odlili pracovníci firmy první železniční kolo. O dva roky později získali patent (CH18791A) na litinové loukoťové kolo. V roce 1905 vyrobili litinová kola s plnými pryžovými obručemi pro nákladní automobil Orion v Curychu. Plné obruče lépe odolávaly nekvalitním cestám a hřebíkům z podkov, kterých byly silnice plné. Výhody pneumatiky po roce 1920 převážily i u nákladních automobilů. Bylo potřeba vyřešit jejich opravu po defektu. S úspěšným řešením přišel nizozemský vynálezce Mijnssen v roce 1934 a svůj objev si nechal patentovat (US2062722A). 

## Popis vynálezu
Kolo je složeno ze dvou hlavních částí: ráfku (prstence) a středové litinové hvězdice (novější kola měla hvězdici integrovanou s nábojem kola). Střed kola – hvězdice – zůstane při demontáži kola na nápravě automobilu a dále se pracuje „pouze“ s ráfkem obepnutým pneumatikou. 

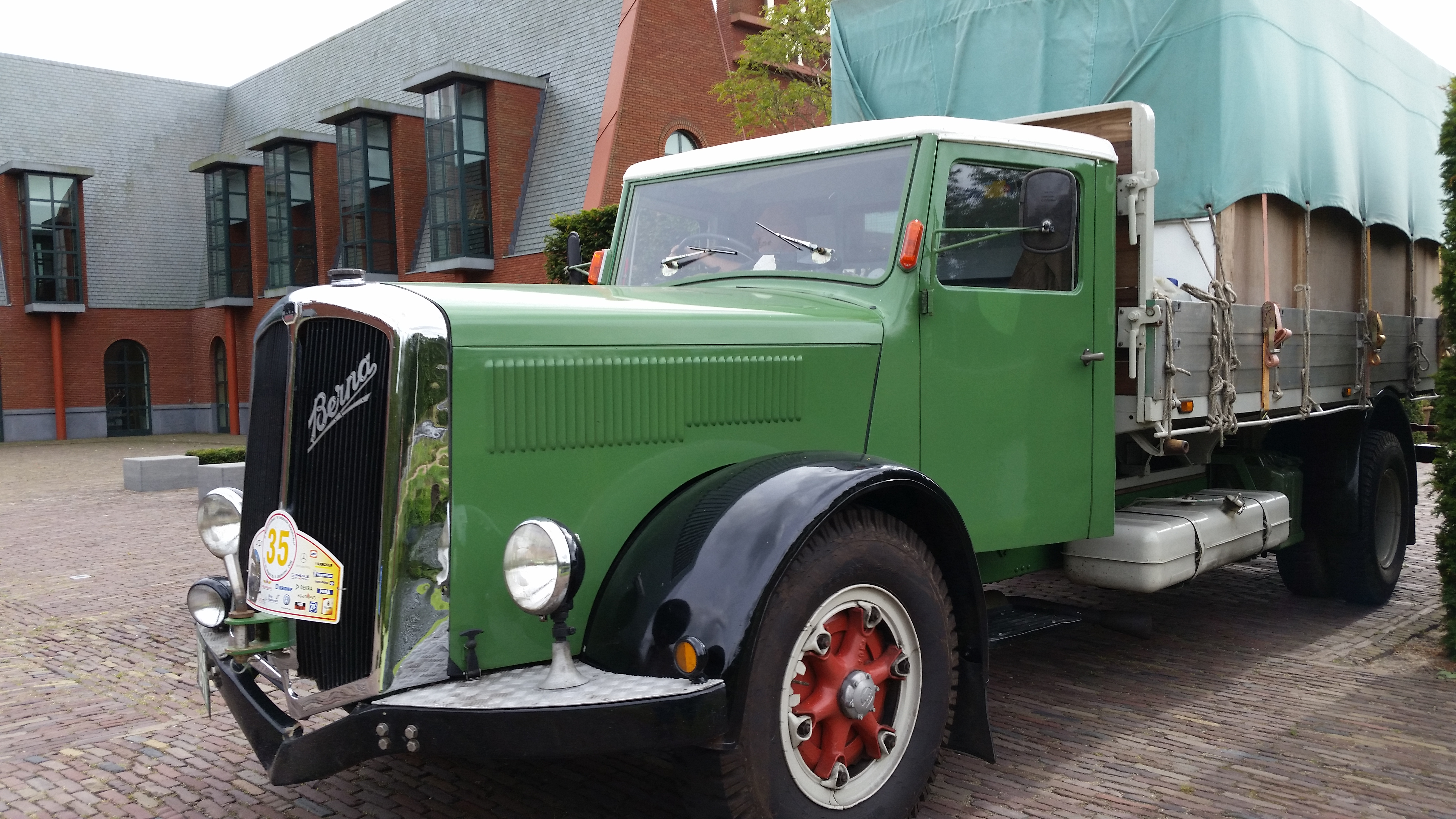

Samotný ráfek (prstenec) je také složený (dělený).  Originalita řešení spočívá v tom, že je dělený axiálně. Na tři segmenty podobné nakrájenému dortu. Pro přístup k vzdušnici (duši) je nutno uvolnit jeden segment směrem ke středu kola. Montér musel do spáry mezi segmenty zarazit montážní páčidlo. Páčidlo se opíralo o nepoddajný kov a při dostatečném působení na páčidlo se segmenty ráfku uvolnily.

## Rozdíl oproti diskovému kolu
Při demontáži pneumatiky z diskového kola nebylo možno zarazit páčidlo mezi patku pneumatiky a ráfek. Vlivem provozního žáru a rzi byla patka slepena s ráfkem. Při páčení poddajná pneumatika pouze pružila. Ve většině případů bylo nutno použít ke stažení pneumatiky speciální zařízení. Další nevýhodou byla nutnost jištění pneumatiky na ráfku. Toto zabezpečoval 1) postranní (boční) kruh, který se přiložil na patku pneumatiky a 2) závěrný kruh, vyrobený z pérové oceli. Závěrný kruh je přerušen - konce má volné, funguje jako Seegerův pojistný kroužek. Tento kruh se vložil do rýhy na ráfku a pojistil tak postranní kruh. Tlak v pneumatice přitlačil patku pneumatiky k bočnímu kruhu. Bylo doporučeno huštění pneumatiky v ochranném koši, protože hrozilo vystřelení závěrného kruhu. Přes tyto nevýhody se jednodílná ocelová disková kola dále používala. Několik desetiletí tak existovala dvě řešení kol užitkových vozidel: konstrukce Trilex a disková kola (v USA nazývaná Budd whells po firmě Budd wheel Company).

## Výhody

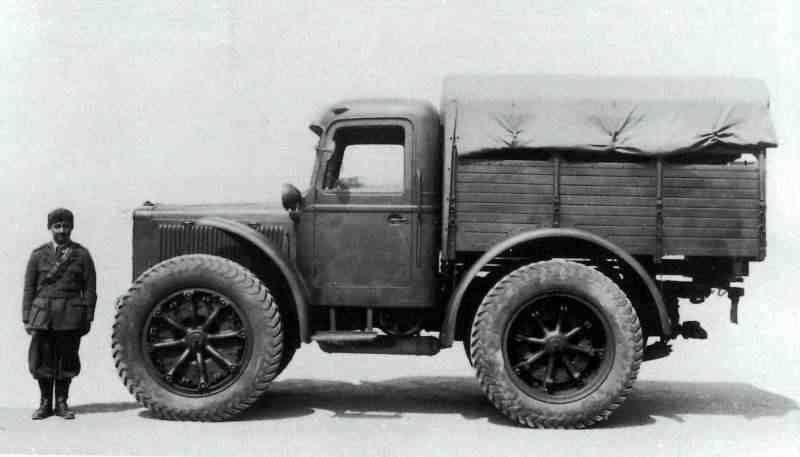
Hvězdice kola – pavouk

Rozebrání ráfku je fyzicky méně náročné než stažení pneumatiky z neděleného ráfku; řidič potřebuje jen jednoduché nářadí.
Menší počet upevňovacích matic (šest), které jsou blíž obvodu kola.
Váha ráfku je menší než váha diskového kola
Absence tehdy vzácné technologie svařování, které byla nutná k výrobě diskového kola

## Výhody zdůrazňované výrobcem
Bezpečnost montáže i provozu díky absenci závěrného kruhu. Ten někdy doslova vystřelil při huštění pneumatik nebo při náhlém poklesu tlaku v pneumatice za jízdy. Nejvíc explozí ráfku neměla disková kola se závěrným kruhem, ale radiálně dělená disková kola, která se skládala ze dvou kruhů spojených pouze ozubem. Toto kolo se prodávalo jako Firestone type RH-5° a brzy získalo přezdívku „výrobce vdov“ - „Widow maker“. Pneuservisy v USA měly pokyn tato kola neobouvat a někdy docházelo i k jejich zadržení.
Kolo se samo vystřeďuje (centruje).
U staršího provedení, kdy hvězdice měly výrazné mezery mezi jednotlivými loukotěmi, bylo lepší chlazení brzd

## Nevýhody

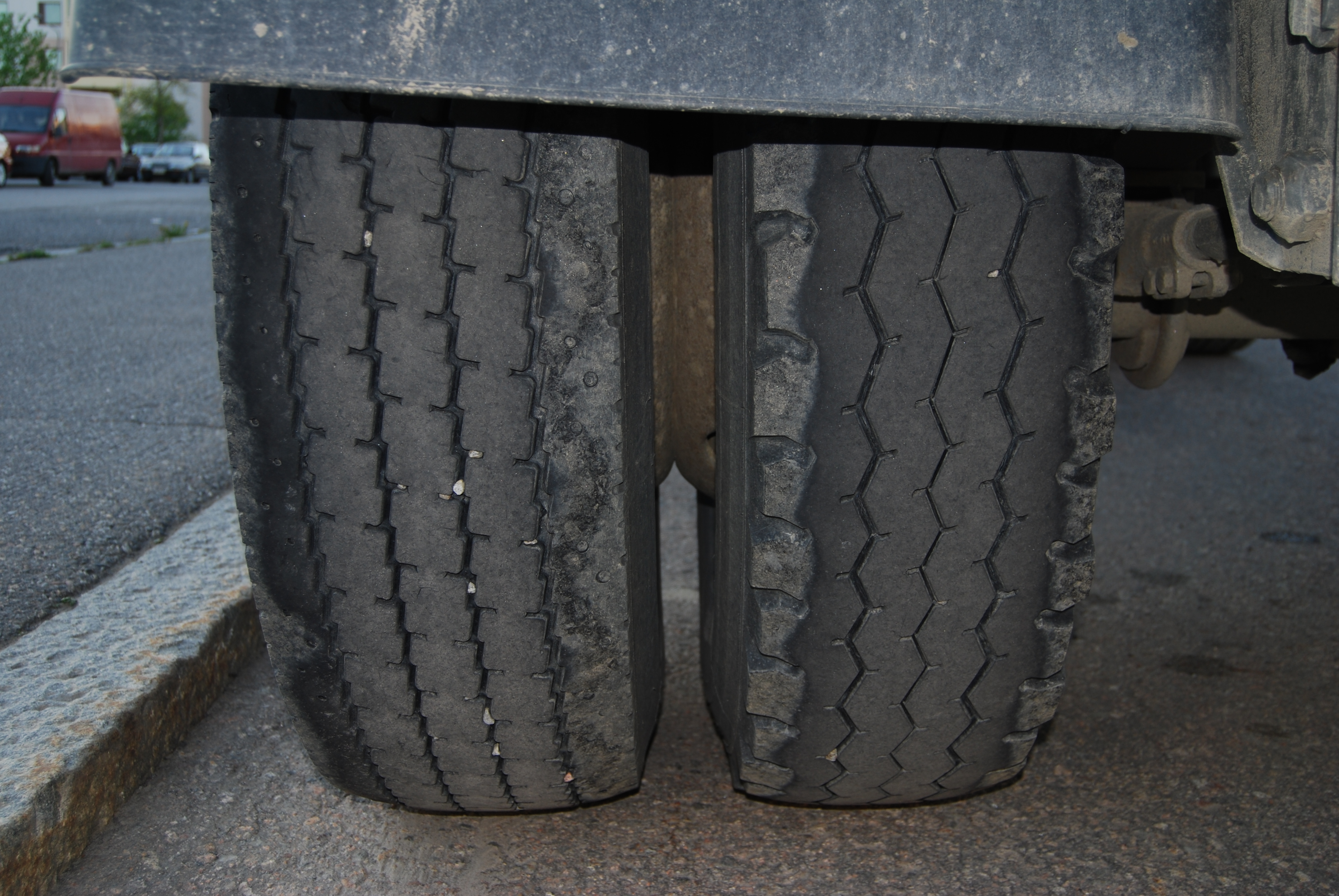
Mezera mezi diskovými koly

Při nedodržování postupu demontáže mohlo také dojít k úrazu. Ráfek byl upevněn prostřednictvím upínacích botek (Klemmschuh), kterým se také říkalo žabky, klínky nebo svorky na litinovou hvězdici pomocí matic. Matice se musely jedna po druhé povolit a svorky uvolnit kladivem. Teprve poté je bylo možné úplně vyšroubovat. Jinak hrozilo, že některá svorka vlivem uvolněného napětí vystřelila. 
U dvojmontáže kol na zadních nápravách je součásti systému Trilex i mezikruh (Zwischenring), který vymezuje vzdálenost kol a tím zabraňuje kontaktu a tření sousedních pneumatik. U diskových kol je mezera mezi pneumatikami zajištěna vypuklým (konvexním) tvarem disku. Vnější kolo se přiloží k vnitřnímu, a tak jsou vypuklé části a brzdový buben v těsném kontaktu. Pokud bylo auto s nápravou standardní šířky (2500 mm) trvale provozováno ve Švýcarsku, muselo dojít k úpravě. Ve Švýcarsku byla povolena vozidla pouze 2300 mm a bylo nutno nápravu zúžit. Zúžení se dosáhlo montáží užšího mezikruhu a montáží užších pneumatik. Nápravy určené pro švýcarský trh se vyráběly tak, aby k úpravám nemuselo docházet. 
Bezdušové pneumatiky, které začaly dominovat, vyžadovaly těsný ráfek. 

## Výrobci systému Trilex
- Aktiengesellschaft der Eisen-und Stahlwerke vormals Georg Fischer, Singen-Hohentwiel (Baden)
- Bergische Stahl-Industrie Remscheid (značka BSI)
- Mitteldeutsche Stahlwerke Aktiengesellschaft Lauchhammerwerk Gröditz, Gröditz über Riesa
- Eisen- und Stahlwerk Walter Peyinghaus, Egge bei Volmarstein an der Ruhr
- Knorr-Bremse, Berlin
- Lemmers-Werke GmbH, Königswinter am Rhein

## Použití u výrobců automobilů
Georg Fischer byl švýcarský výrobce, a tak se kola Trilex objevila na švýcarských nákladních automobilech a autobusech: Berna, FBW, Mowag, Saurer. V Německu to byly automobilky: Büssing, Faun, Henschel,  Kaelble,  Magirus, MAN a Mercedes., v Itálii Fiat, Isotta – Franschini, Lancia, Breda, v Rakousku  Gräf ₰ Stift a ÖAF.
Značka „Trilex“ se stala synonymem pro dělená kola, slovem trilex se začala označovat všechna dělená kola (apelativizace). V Československu se tak mluvilo o kolech trilex, použitých na Škodě 706 R, lidově zvané „Barča“. Ve skutečnosti šlo o kola „Desko“. Ta byla navržena jako kompenzace těžkých pneumatik 12 x 22″.
V USA byla oblíbená automobilová kola, vzhledem připomínající kola Trilex. Postrádala ale hlavní prvek - dělený ráfek. Toto kolo má oddělitelný ráfek od hvězdice (náboje), ale ráfek je v celku. V USA je toto kolo známé jako „paprskové kolo Dayton“ (Dayton Spoke Wheel). Své jméno získalo po slévárně Dayton Steel Foundry, Dayton (Ohio), kterou vlastnil Georg Walther. Místo pojmu hvězdice používají Američané často pojem „spider“, což by evokovalo osm ramen. Často byla hvězdice jen pětiramenná; k demontáži kola stačilo uvolnit jen pět matic..  

## Zajímavost
Dělené kolo se vyrábělo i v Československu v závodě Autokola (NHKG Ostrava) jako kolo „Desko“.
U některých provedení kol Trilex se utahují matice postupně po obvodu, nikoli křížem.
Firma SAF Holland mimo běžný sortiment kol Trilex resp. Tublex nabízí i litinové adaptéry Trilex, které umožňují montáž ráfků Trilex i na nápravy určené pro disková kola. Někteří dopravci v rozvojových zemích si podobné adaptéry vyrobili z ocelové desky. Adaptér je mezikus, který zastává funkci litinové hvězdice Trilexu.